# Der Polizeibericht meldet …
Der Polizeibericht meldet … – Eine Sendung von Jürgen Roland in Zusammenarbeit mit der Kriminalpolizei über die Bekämpfung und Aufklärung von Verbrechen ist der vollständige Titel einer Schwarz-Weiß-Produktion, die im Oktober 1953 erstmals vom damaligen Nordwestdeutschen Rundfunk ausgestrahlt wurde.

## Inhalt
Der Polizeibericht meldet … war die erste dokumentarische Polizeiserie ihrer Art im deutschen Fernsehen und der US-amerikanischen Krimiserie Polizeibericht (Originaltitel Dragnet), die 1951 erstmals auf Sendung ging, nachempfunden. Die einzelnen Fälle basierten auf tatsächlichen Begebenheiten, waren zum Teil bereits gelöst und wurden filmisch nachgespielt. Im Studio wurden sie von Jürgen Roland und dem damaligen Leitenden Direktor der Hamburger Kriminalpolizei, Carl Breuer, kommentiert. Außerdem wurden Fahndungsmeldungen der Polizei verlesen.

## Sonstiges
Jürgen Roland übernahm das Konzept der Serie später für seine Reihe Stahlnetz und setzte dort die Zusammenarbeit mit Autor Wolfgang Menge fort. Von der Machart her kann Der Polizeibericht meldet … auch als ein Vorläufer der seit 1967 gesendeten Reihe Aktenzeichen XY … ungelöst angesehen werden.
Die einzelnen Folgen waren unterschiedlich lang, zwischen 15 und 60 Minuten. Sie wurden in unregelmäßigen Abständen, an verschiedenen Wochentagen und zu unterschiedlichen Uhrzeiten ausgestrahlt, allerdings grundsätzlich nach 20 Uhr 15. Eine Ausnahme hiervon bildeten nur die beiden letzten Folgen, die erst 1961 produziert und lediglich im Regionalprogramm des Norddeutschen Rundfunks gesendet wurden.